# Jurničevke
Jurničevke (lat. Polemoniaceae), biljna porodica u redu vrjesolike kojoj pripada preko 400 vrsta u 27 rodova. najvažniji rod jurnica (Polemonium) dao je cijeloj porodici ime, a u hrvatskom jeziku poznat je i kao jakovljeve ljestvice. Ove biljke cvjetaju od lipnja do kolovoza, najviše u plavoj, rjeđe u bijeloj ili roza boji. 
U hrvatskim vrtovima najviše se uzgaja Polemonium caeruleum ili perasta jurnica. Druga vrsta ove porodice koja također raste u Hrvatskoj je Phlox paniculata ili visoki plamenac, a ime roda znači 'plamen', zbog jarkih boja cvjetova kod nekih vrsta roda plamenak. Puzavi plamenac (Phlox subulata) naarste do 15 centimetara, stabljika mu je razgranata, a puže po tlu. Cvjetovi mu mogu biti bijeli, rozi, crveniu i plavi.

## Opis
Polemoniaceae, porodica su biljaka floksa, koja se sastoji od oko 18 rodova i nekih 385 vrsta cvjetnica u redu Ericales. Članovi porodice većinom žive u Sjevernoj Americi, ali ih ima i u umjerenim dijelovima zapadne Južne Amerike i Euroazije. Oni uključuju mnoge popularne vrtne ukrase, uključujući “grimiznu giliju” (Ipomopsis aggregata), razne vrste floksa (Phlox) i Jakovljeve ljestve (Polemonium caeruleum).
Većina članova Polemoniaceae su zeljaste jednogodišnje ili višegodišnje biljke, iako su neki drvenasti. Cjevasti, peterokraki, ljevkasti ili rašireni cvjetovi skupljeni su u grozdove ili glavice. Obično imaju jajnike s tri komore s stilovima na vrhu s tri uske stigme.

## Rodovi
1. Subfamilia Cobaeoideae (D. Don) Arn.
  1. Cantua Juss. ex Lam. (18 spp.)
  2. Cobaea Cav. (17 spp.)
  3. Bonplandia Cav. (1 sp.)
2. Subfamilia Acanthogilioideae J. M. Porter & L. A. Johnson
  1. Acanthogilia A. G. Day & R. C. Moran (1 sp.)
3. Subfamilia Polemonioideae Arn.
  1. Tribus Polemonieae Dumort.
    1. Polemonium L. (37 spp.), jakovljeve ljestvice,  jurnica

  2. Tribus Phlocideae Dumort.
    1. Linanthus Benth. (27 spp.), linantus
    2. Gymnosteris Greene (2 spp.)
    3. Leptosiphon Benth. (32 spp.)
    4. Phlox L. (69 spp.); plamenac

  3. Tribus Gilieae V. E. Grant
    1. Saltugilia (V. E. Grant) L. A. Johnson (3 spp.)
    2. Lathrocasis L. A. Johnson (1 sp.)
    3. Gilia Ruiz & Pav. (39 spp.), gilija
    4. Maculigilia V. E. Grant (1 sp.)
    5. Allophyllum (Nutt.) A. D. Grant & V. E. Grant (6 spp.)
    6. Collomia Nutt. (15 spp.), kolomija
    7. Navarretia Ruiz & Pav. (44 spp.)

  4. Tribus Loeselieae J. M. Porter & L. A. Johnson
    1. Aliciella Brand (23 spp.)
    2. Giliastrum (Brand) Rydb. (10 spp.)
    3. Loeselia L. (15 spp.)
    4. Dayia J. M. Porter (5 spp.)
    5. Bryantiella J. M. Porter (1 sp.)
    6. Ipomopsis Michx. (29 spp.), ipomopsis
    7. Microgilia J. M. Porter & L. A. Johnson (1 sp.)
    8. Eriastrum Wooton & Standl. (19 spp.)
    9. Langloisia Greene (1 sp.)
    10. Loeseliastrum (Brand) Timbrook (4 spp.)